# 豐寓

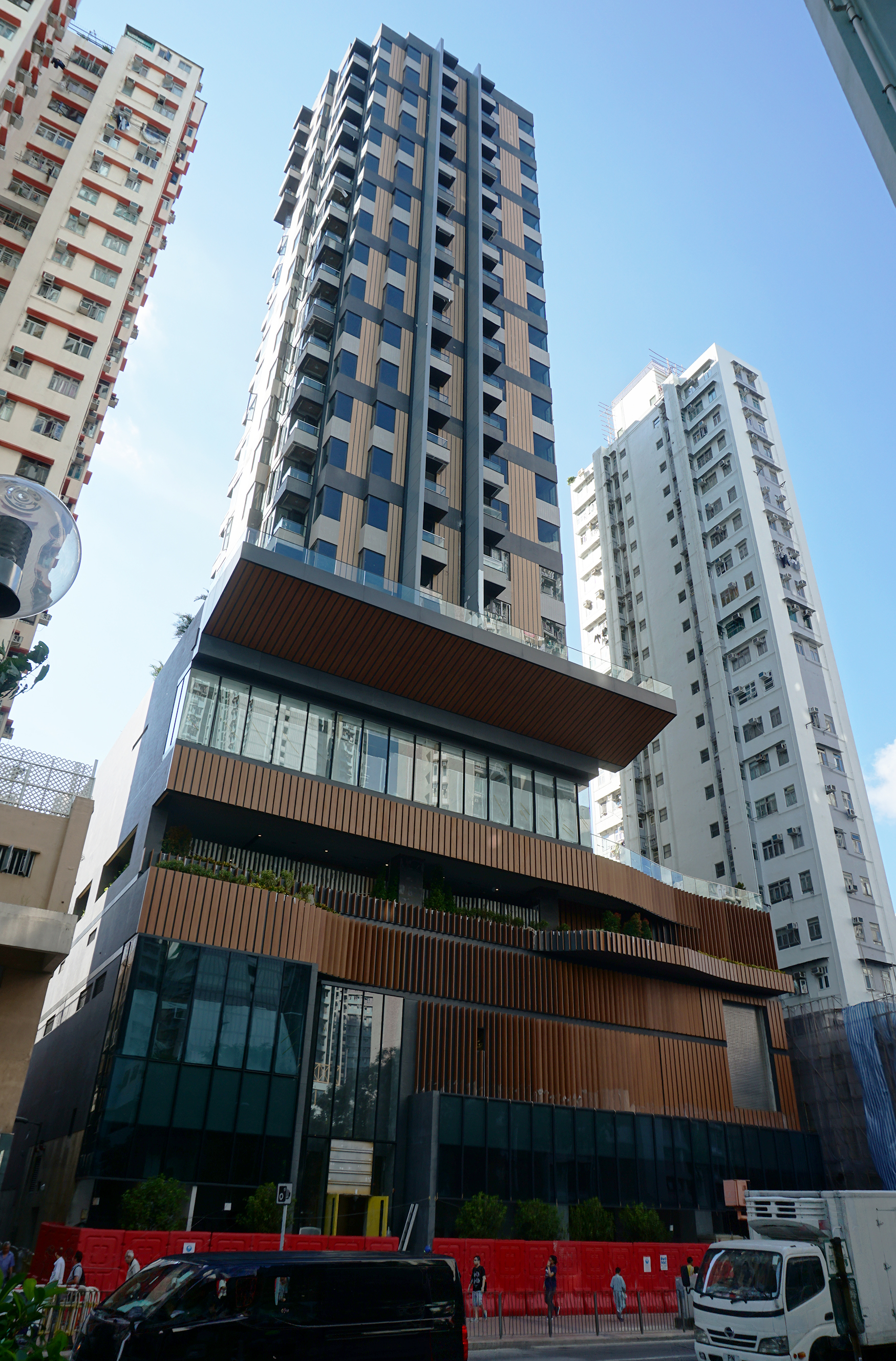
豐寓東南面

豐寓（Edition 178），是位於香港新界葵涌興芳路的單幢住宅，樓高共23層，由豐資源發展，新卓管理管理，於2018年11月入伙。

## 歷史
豐寓前身為1977年建成的水務署員工宿舍，2014年審計署發表審計報告，指出5個部門擁有近500個過剩宿舍仍未使用，其中此宿舍位於葵芳，共設75個宿舍單位，原來供在海水化淡廠執勤人員入住的水務署宿舍，只有5個在使用，但每年用於保養及管理的公帑高達20萬港元，終於同年，地政總署決定收回用地，改作發展私人住宅，並向城規會提出增加發展密度兩成。
2015年初，地政總署推出該佔地810平方米的地皮，是次為繼1999年後葵涌再有私人住宅地供應，故共收到19份標書之多，而總署規定中標財團須負責拆卸宿舍工程，最終由豐資源旗下公司Global Convention Limited以3.721億港元奪得地皮，可建最大樓面約5.55萬方呎，當時傳媒由於未知豐資源為南豐集團創辦人陳廷驊次女陳慧慧私人擁有的公司，故以神秘財團形容。

## 簡介
豐寓 共設23層（包括地庫1層但不設4、13、14及24樓），除於6至25樓提供136伙實用面積介乎222方呎至398方呎的開放式至2房住宅單位外，其餘樓層分別設有
- 地庫1層：停車場（7個住客停車位、3個商業停車位、4個訪客停車位、1個訪客暢通易達停車位及2個電單車停車位）
- 地下：住宅入口大堂、商舖、大新銀行、公共空間
- 1樓：商舖、機電層
- 2樓：機電層
- 3樓：覆蓋園藝區、機電層
- 5樓：住客康樂設施（包括健身室、宴會廳、閱讀室等）

發展商於2017年8月初4天內公布3張價單，並於一開售即推出全數136伙，折實介乎314.9萬至849.8萬港元，其安排豐資源員工首先內部認購，項目開售前接獲超額34倍約4800張入票，開售當日出售共126伙，佔全盤單位逾九成，而示範單位曾設於九龍灣傲騰廣場。
項目的管理費每呎4.8元，住戶每月需繳付介乎1,066至1,910元的管理費，被指「貴絕葵涌 媲美豪宅」。

## 建造圖像

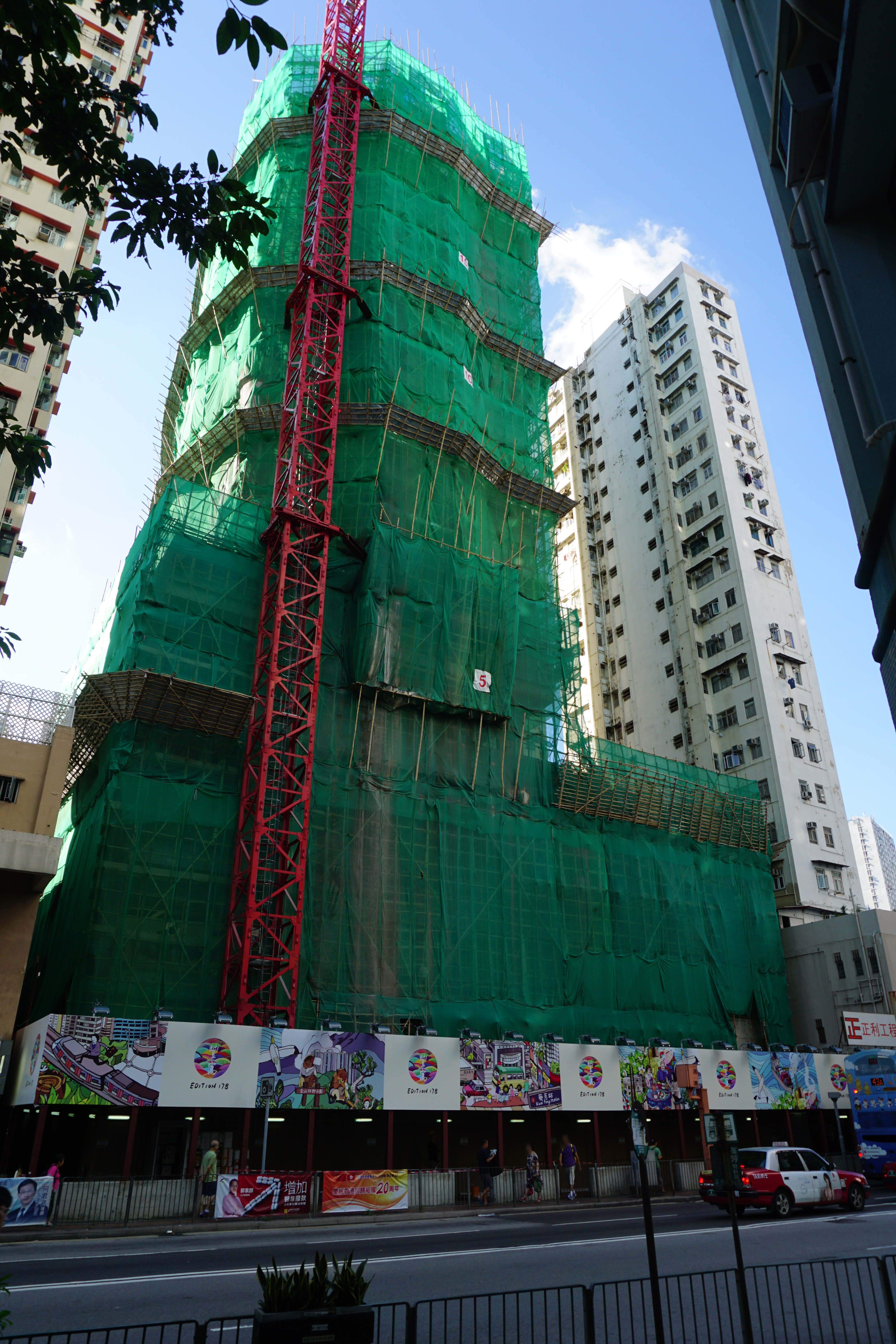
建造中（2017年7月）
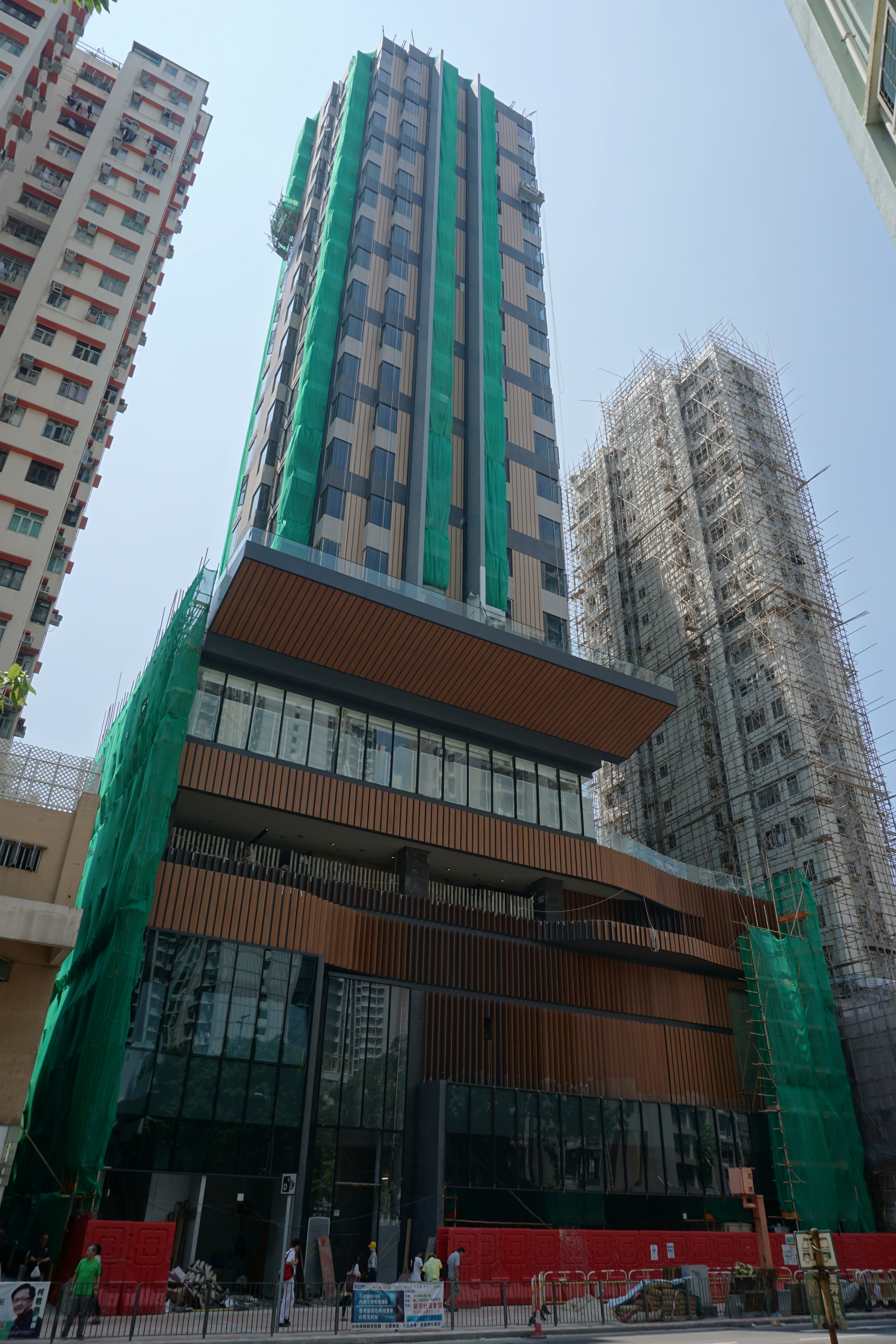
拆棚中（2018年7月）

## 鄰近
- 葵芳邨
- 葵芳商業中心
- 恒景花園
- 興芳路遊樂場
- 盛芳街休憩公園
- 葵芳社區會堂

## 新聞
2018年6月15日早上，約40名工人報稱被拖欠3個月薪水，涉款達400萬港元，期間工人在地盤拉起橫額追薪，當中一名工人更情緒激動，走上4樓平台，危坐欄河外企圖跳樓，最終工人被警員勸服返回安全地方，送院治理，而事件則由勞工處調停。
2019年7月14日，《蘋果日報》報道指一名業主入住豐寓中層一單位後不足一個月，在大廈清洗水缸後單位爆出鹹水，鹹水浸入睡房及客廳，家俬底部、地台出現發漲發霉情況。管理處人員知悉後馬上跟進事件，兩次檢查單位設備後表示運作正常，發展商則未有回應賠償安排。

## 外部連結
- 豐寓 官方網頁